# Пінхас Мінковський
Пінхас Мінковський (їд. פנחס מינקאווסקי; 5 квітня 1859 — 18 січня 1924) — співак, хазан і композитор.

## Біографія
Мінковський народився в Білій Церкві у квітні 1859 року. Його батько, Мордехай, який був нащадком Йом-Това Ліпмана Геллера, був кантором у Великій синагозі міста, а сам він був співаком у хорі свого батька.
Після вивчення Танаху та Талмуду під керівництвом різних вчителів, Мінковський продовжив вивчення Талмуду наодинці в бет-мідраші свого рідного містечка. У віці вісімнадцяти років він почав вивчати російську та німецьку мови і досконало опанував ці дві мови. Його першим вчителем вокальної музики був батько, пізніше він навчався у Ніссана Співака, якого він змінив на посаді головного кантора Хоральної синагоги в Кишиневі.
Після цього Міньковський поїхав до Відня, де продовжив навчання під керівництвом Роберта Фукса, у якого отримав диплом співака. Згодом був кантором у Херсоні та Львові. У 1881 році він став кантором в Одесі (у великій синагозі), але незабаром виїхав до Нью-Йорка, щоб працювати в синагозі Кагал Адат Джешурун. У 1892 році його покликали назад до Одеси, де він тридцять років служив кантором Бродерської синагоги до її закриття більшовиками в 1922 році.
Він повернувся до Сполучених Штатів у серпні 1923 року і помер там наступного року у віці 65 років. Понад 1000 людей відвідали його панахиду в Нижньому Іст-Сайді Нью-Йорка, яка включала виступи Йозефа Розенблатта та інших відомих канторів.

## Часткова бібліографія
- Shirei ʻam [Folk Music]. Ha-hiloaḥ (івр.). Berlin. 5: 10—20, 105—114, 205—216. 1899.
- Die Entwicklung der synagogalen Liturgie bis nach der Reformation des 19. Jahrhunderts [The Development of Synagogue Liturgy until after the Reformation of the Nineteenth Century] (нім.). Odessa: Lewinsohn. 1902.
- Moderne Liturgie in underzere Sinagogn in Rusland [Modern Liturgy in Our Synagogues in Russia] (їдиш). Odessa: Ḥ. N. Bialik. 1910.
- Ein Vortrag von Oberkantor P. Minkowsky. Gehalten in dem Brody'er Tempel zu Odessa am Samstag, den 20 November 1910 zur Feier des 40-jährigen Jubiläums des Chordirigenten und Componisten Dawid Nowakowski (нім.). Odessa: Ḥ. N. Bialik & S. Buryschkin. 1911.